# Персеполіс (футбольний клуб)
Футбольний клуб «Персеполіс» (Тегеран) або просто «Персеполіс» (перс. باشگاه فوتبال پرسپولیس) — професіональний іранський футбольний клуб з міста Тегеран, який виступає в чемпіонаті Ірану.

## Досягнення

### Офіційні
- Чемпіонат Ірану:
  -  Чемпіон (16): 1971–72, 1973–74, 1975–76, 1995–96, 1996–97, 1998–99, 1999—2000, 2001–02, 2007–08, 2016–17, 2017–2018, 2018–19, 2019–20, 2020–21, 2022–23, 2023–24
  -  Срібний призер (10): 1974–75, 1976–77, 1977–78, 1989–90, 1992–93, 1993–94, 2000–01, 2013–14, 2015–16, 2021–22

- Кубок Хазфі
  -  Володар (7): 1987–88, 1990–91, 1998–99, 2009–10, 2010–11, 2018–19, 2022–23
  -  Фіналіст (2): 2005–06, 2012–13

- Суперкубок Ірану
  -  Володар (5): 2017, 2018, 2019, 2020, 2023
  -  Фіналіст (2): 2021, 2024

- Ліга чемпіонів АФК
  -  Фіналіст (2): 2018, 2020

- Кубок Шахіда Ешпанді
  -  Володар (1): 1979

- Чемпіонат остану Тегеран:
  -  Чемпіон (7): 1979–80, 1982–83, 1986–87, 1987–88, 1988–89, 1989–90, 1990–91
  -  Срібний призер (4): 1969–70, 1981–82, 1983–84, 1991–92

- Кубок остану Тегеран
  -  Володар (2): 1981–82, 1986–87
  -  Фіналіст (1): 1980–81

- Суперкубок остану Тегеран
  -  Фіналіст (1): 1993

- Кубок володарів кубків Азії
  -  Фіналіст (2): 1991, 1993

### Неофіційні
- Міжнародний кубок Вахда
  -  Володар (1): 1982

- Кубок співдружності Шар'я
  -  Володар (1): 1995

- Міжнародний турнір Аль-Наср
  -  Фіналіст (1): 2009

- Міжнародний кубок Велаят
  -  Володар (1): 2011

## Відомі гравці
- Ходадад Азізі
- Саша Ілич
- Алі Карімі
- Олексій Полянський
- Володимир Прийомов